# Manuel Teixeira Rolo
Manuel Teixeira Rolo GOA • GCA • GCC (Escalos de Baixo, Castelo Branco, 29 de outubro de 1959) é um General Piloto-Aviador que desempenhou a função de Chefe do Estado-Maior da Força Aérea (CEMFA), tendo sido também o principal colaborador do Ministro da Defesa Nacional e do Chefe de Estado-Maior General das Forças Armadas (CEMGFA) em todos os assuntos relacionados com a Força Aérea Portuguesa.
Como CEMFA, foi também, por inerência do cargo, a Autoridade Aeronáutica Nacional.

## Biografia
O General Manuel Rolo foi empossado pelo Presidente da República como Chefe do Estado-Maior da Força Aérea, numa cerimónia que teve lugar no Palácio de Belém a 24 de fevereiro de 2016. No dia 27 de fevereiro de 2019, foi sucedido como CEMFA pelo General Joaquim Nunes Borrego.
Ingressou na Academia Militar em 1978, porém, transitou para a Academia da Força Aérea em 1980. Obtendo o brevet na Base Aérea de Sintra, aos comandos de um T-37, em 1985, logo foi para a antiga Base Aérea N.º 3, em Tancos, para frequentar o Curso Complementar de Aviões Pesados na Esquadra 111, sendo de seguida colocado na Esquadra 502, onde pilotou aeronaves CASA C-212 Aviocar. Mais tarde, pilotou também aeronaves Falcon 20 e Falcon 50 a partir da Base Aérea N.º 6. Posteriormente, seguiu-se uma série de cursos e chefias de esquadras, unidades, e outros órgãos nacionais e internacionais.
Com mais de 2500 horas de voo, recebeu ao longo da sua carreira várias condecorações, das quais se destacam:
- Ordem Militar de Avis no grau de Grande-Oficial (25 de julho de 2013)[4]
- Duas Medalhas de Ouro de Serviços Distintos
- Três Medalhas de Prata de Serviços Distintos
- Medalha de Oficial da Legião de Mérito dos EUA
- Medalha de Mérito Santos Dumont
- Ordem Militar de Avis no grau de Grã-Cruz (14 de dezembro de 2017)[4]
- Ordem Militar de Cristo no grau de Grã-Cruz (21 de fevereiro de 2019)[4]